# George M. Landers

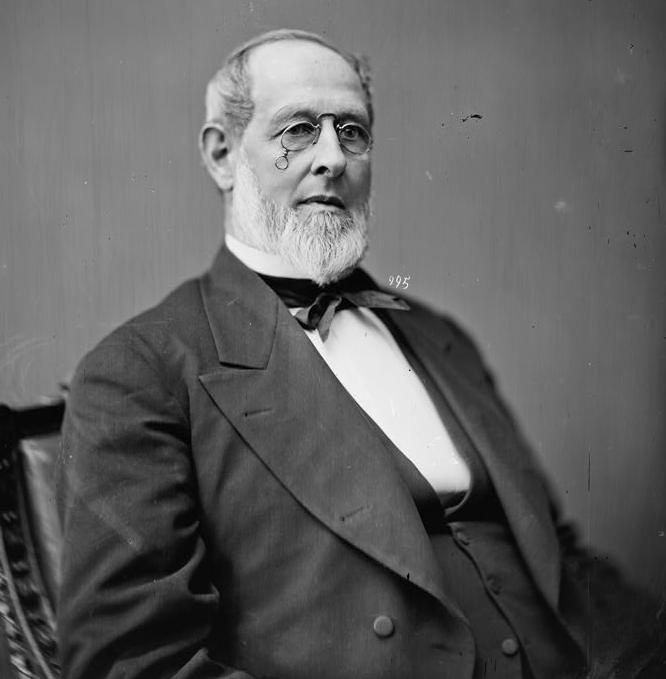
George M. Landers

George Marcellus Landers (* 22. Februar 1813 in Lenox, Berkshire County, Massachusetts; † 27. März 1895 in New Britain, Connecticut) war ein US-amerikanischer Politiker. Zwischen 1875 und 1879 vertrat er den ersten Wahlbezirk des Bundesstaates Connecticut im US-Repräsentantenhaus.

## Werdegang
George Landers besuchte die öffentlichen Schulen seiner Heimat. Im Jahr 1830 zog er nach New Britain in Connecticut. Da er annahm, New Britain würde zu einem Handwerkszentrum in Connecticut, engagierte er sich auf diesem Gebiet. Er gründete eine Eisenwarenfirma, in deren Vorstand er bis zu seinem Tod als Präsident verblieb. Politisch wurde Landers Mitglied der Demokratischen Partei. In den Jahren 1851, 1867 und 1874 war er Abgeordneter im Repräsentantenhaus von Connecticut. Außerdem saß er 1853, 1869 und 1873 im Staatssenat. Im Jahr 1874 war Landers Staatsbeauftragter für das Bankgewerbe.
Bei den Kongresswahlen des Jahres 1874 wurde er im ersten Distrikt von Connecticut in das US-Repräsentantenhaus in Washington, D.C. gewählt. Dort trat er am 4. März 1875 die Nachfolge des Republikaners Joseph R. Hawley an. Nach einer Wiederwahl im Jahr 1876 konnte Landers bis zum 3. März 1879 zwei Legislaturperioden im Kongress absolvieren. Nach seiner Zeit im US-Repräsentantenhaus widmete sich Landers wieder seinen privaten Geschäften in New Britain. Dort ist er am 27. März 1895 auch verstorben.